# Polydorella kamakamai
Polydorella kamakamai är en ringmaskart som beskrevs av Williams 2004. Polydorella kamakamai ingår i släktet Polydorella och familjen Spionidae. Inga underarter finns listade i Catalogue of Life.